# 瞳をそらさずにいて
『瞳をそらさずにいて』（めをそらさずにいて）は、猫山宮緒による日本の少女漫画作品。『別冊フレンド』（講談社）で連載されていた。単行本は全6巻。完結後、2004年には大神水人を主人公とした番外編『瞳をそらさずにいて―水人―』が発売された。

## あらすじ
イジメを中心としたトラウマに苛まれながら暮らしていた十枝花は、転校先の沖縄で大神南都に再会する。ある日、南都の義弟の水人が出場する躰道の大会を観戦する。試合で頑張る水人を見て、今までの自分が嫌いであった花は自分を変えようと決意し、南都にすすめられて躰道を始める。

## 登場人物
十枝 花（とえだ はな）
東京から沖縄に転校してきた中学生。転校前から、クラスのイジメの標的にされたことを苦に登校拒否や自殺未遂を起こしていた。極めて内向的な性格だが、躰道で自分を変えようと努力する。
大神 南都（おおがみ なつ）

大神 水人（おおがみ みなと）

上原朝来（うえはら あさき）

田名崎（たなざき）

## 書籍情報
- 『瞳をそらさずにいて』講談社コミックス別冊フレンド 全6巻

1. 2002年9月11日発売 [1]ISBN 978-4063413038
2. 2003年1月8日発売 [2]ISBN 978-4063413205
3. 2003年4月9日発売 [3]ISBN 978-4063413359
4. 2003年9月10日発売 [4]ISBN 978-4063413502
5. 2004年1月13日発売 [5]ISBN 978-4063413687
6. 2004年5月13日発売 [6]ISBN 978-4063413847

- 『瞳をそらさずにいて―水人―』講談社コミックス別冊フレンド 全1巻

1. 2004年10月13日発売 [7]ISBN 978-4063414059